# Измайлово (исторический район)
Измайлово — исторический район на востоке Москвы.
Измайлово не является административно-территориальной или муниципальной единицей и может считаться вернакулярным районом. Измайлово включает четыре района Москвы, относящиеся к Восточному административному округу:
- «Измайлово»
- «Восточное Измайлово»
- «Северное Измайлово»,
- частично «Ивановское»

В 1991—2005 годы существовал ТЕОС Измайловский парк.

## Исторический очерк
Название район получил по селу Измайлово, о времени возникновения которого существуют различные мнения. Одни авторы (в том числе историк-москвовед П. В. Сытин) считают начальной датой его истории 1389 год. В других источниках (в том числе в монографии «История московских районов») говорится, что первые достоверные сведения о селе Измайлово относятся к XV в.; о том, что оно существовало в то далёкое время, говорят и археологические открытия, сделанные при реставрации Покровского собора в 1980—1984 гг.. В писцовых книгах село Измайлово упоминается в 1571 году; тогда, согласно переписи земельных владений 1571 года, село относилось к Васильцеву стану Московского уезда.
Со времён Ивана Грозного Измайлово было вотчиной бояр Романовых, а в 1654 году стало загородной усадьбой царской семьи. При царе Алексее Михайловиче начато строительство резиденции, частично сохранившейся до сих пор (в Мостовой башне расположен музей — филиал Государственного исторического музея). В усадьбе ставились эксперименты по выращиванию редких растений (виноград, арбузы и др.). Юный Пётр I на обнаруженном в Измайлове ботике совершал плавания по системе прудов (позднее он перевез ботик в Санкт-Петербург и назвал его «дедушкой русского флота»).
В первые годы советской власти был образован Измайловский сельсовет, преобразованный в 1935 году в рабочий посёлок Измайлово Реутовского района.
В 1932—1939 годы большую часть территории исторического района включили в состав Москвы, а полностью завершился процесс присоединения к Москве в 1960 году.
К Олимпийским играм 1980 года рядом со станцией метро «Партизанская» (старое название «Измайловский парк») построили гостиничный комплекс «Измайлово».

## Достопримечательности района
Храмы на территории Измайлова:
- Церковь царевича Иоасафа (разрушен в 1936—1937 годы)
- Покровский храм
- Храм святителя Николая
- Храм Рождества Христова

На юге Измайлова находится Измайловский лесопарк — третий по величине лесной массив Москвы (после «Лосиного острова» и Битцевского леса). В комплекс лесного массива входит Измайловский парк культуры и отдыха — крупнейший парк отдыха Москвы.
Рядом с Измайловским парком расположена Царская усадьба Измайлово.
В Измайлове находится развлекательный комплекс «Кремль в Измайлово», представляющий собой архитектурный комплекс, созданный по архитектурным эскизам допетровских времен, но, при этом, не представляющий исторической ценности. В комплексе на постоянной основе работают различные музеи и мастерские, в которых детей обучают народным ремёслам. Рядом с комплексом работает известный с 1980-х годов Вернисаж в Измайлово — крупнейшая выставка-ярмарка народных промыслов России, также включающая в себя блошиный и антикварный рынки и аллею живописи.

## Предприятия района
Помимо близости лесных массивов, Измайлово обладает лишь незначительным промышленным потенциалом, что благоприятно сказывается на экологии района.
Предприятия на территории Измайлова:
- «Измайловская мануфактура» — старейшее текстильное предприятие, основанное в 1851 году. Выпускает ткани и швейные изделия.
- Электродепо «Измайлово».
- Гостиничный комплекс «Измайлово».
- Измайловский совхоз декоративного садоводства — выращивание декоративных растений.

Предприятия, прекратившие существование:
- «Прима-Мех» (бывшая меховая фабрика № 1 «Пролетарский труд») — выпускала изделия из натурального меха. Предприятие выведено. Территория расчищена под жилую застройку (июль 2009).
- Первомайский совхоз декоративного садоводства — территория ориентирована под жилую застройку (Щёлковское шоссе, владение 26).
- Завод «Хроматрон» (выпускал кинескопы и электронно-лучевые приборы) — производство закрыто. На производственных площадях: торговый центр «Щёлково», офисы и упаковочная фабрика.

## Улицы и их прежние названия
- Первомайская — Слободка, Малая Стромынка (до 1938);
- 1-я Парковая — 1-й Парковый проезд;
- 2-я Парковая — 2-й Парковый проезд;
- 3-я Парковая — Пожарный проезд;
- 6-я Парковая — 3-й Парковый проезд;
- 11-я Парковая — Шоссе НКПС;
- Измайловский проезд — Первомайская улица (до 1949), ранее — Хохловка;
- Никитинская улица — Колдомка (до 1922);
- Советская улица (теперь на территории Черкизовского рынка) — Панская ул.;
- Измайловская площадь — на месте улицы Сталина (с 1948).